# Sunfish Lake, Ontario
Sunfish Lake är en sjö i den kanadensiska provinsen Ontario.   Den ligger i Regional Municipality of Waterloo, i den sydöstra delen av landet, 500 km sydväst om huvudstaden Ottawa. Sunfish Lake ligger 356 meter över havet. Arean är 0,16 kvadratkilometer. Den sträcker sig 0,6 kilometer i nord-sydlig riktning, och 0,5 kilometer i öst-västlig riktning.